# Pamětní cena Harryho H. Gooda
Pamětní cena Harryho H. Gooda (Harry H. Goode Memorial Award) je výroční ocenění IEEE Computer Society udělované na počest Harryho H. Goodea za úspěchy v oblasti zpracování informací, které jsou považovány buď za jednotlivý teoretický, konstrukční nebo technický přínos mimořádného významu, nebo za souhrn důležitých příspěvků v teorii nebo praxi za delší časové období, jejichž souhrn představuje mimořádný přínos.

## Držitelé ocenění
Příjemci jsou:
- 1964 Howard Aiken
- 1965 George Stibitz and Konrad Zuse
- 1966 John Mauchly and J. Presper Eckert
- 1967 Samuel N. Alexander
- 1968 Maurice Vincent Wilkes
- 1974 Edsger W. Dijkstra
- 1975 Kenneth E. Iverson
- 1976 Lawrence G. Roberts
- 1979 Herman Goldstine
- 1981 C. A. R. Hoare
- 1983 Gene Amdahl
- 1985 Carver A. Mead
- 1992 Edward S. Davidson
- 1995 Michael J. Flynn
- 1996 Leonard Kleinrock
- 1997 James E. Thornton
- 1998 Vishwani Agrawal
- 1999 Ahmed Sameh
- 2000 John K. Iliffe
- 2001 Oscar H. Ibarra
- 2002 Ian F. Akyildiz
- 2003 Peter Chen
- 2004 Edmund M. Clarke
- 2005 John Hopcroft
- 2006 Alan Jay Smith
- 2007 Guy L. Steele Jr.
- 2008 Dharma Agrawal
- 2009 Mateo Valero
- 2010 nebyla udělena žádná cena
- 2011 Moshe Y. Vardi
- 2012 Arvind
- 2013 Yale N. Patt
- 2014 Norman P. Jouppi
- 2015 David Padua
- 2016 Giovanni De Micheli
- 2017 K. Mani Chandy, Jayadev Misra
- 2018 Kunle Olukotun – za zásadní a trvalé úsilí o vytváření a využití čipových multiprocesorů.[1]
- 2019 Marilyn C. Wolf – za přínos v oblasti vestavěných systémů, hardware software codesign a systémů počítačového vidění pracujících v reálném čase.[2]
- 2020 Ian Foster, Carl Kesselman – za trvalý přínos v oblasti vysoce výkonných počítačů a distribuovaných systémů na nejvyšší úrovni.[3][4]
- 2021 Josep Torrellas – za přínos v oblasti energeticky úsporných a programovatelných víceprocesorových architektur se sdílenou pamětí.[5][6]
- 2022 Subhasish Mitra – za trvalý přínos v oblasti navrhování a testování počítačových systémů v zavedených a nově vznikajících technologiích.[7][8]
- 2023 J.J. Garcia-Luna-Aceves – za významný a průkopnický přínos v oblasti algoritmů, protokolů a architektur pro směrování v počítačových sítích a internetu.[9]